# Томнатік (комуна)
Томнатік (рум. Tomnatic) — комуна у повіті Тіміш в Румунії. До складу комуни входить єдине село Томнатік.
Комуна розташована на відстані 459 км на північний захід від Бухареста, 50 км на північний захід від Тімішоари.

## Населення
У 2009 році у комуні проживали 3152 особи.